# Thomas Howard, III duca di Norfolk
Thomas Howard, III duca di Norfolk (10 marzo 1473 – 25 agosto 1554), è stato un nobile e politico inglese.
Howard era lo zio di due delle mogli di Enrico VIII d'Inghilterra, Anna Bolena e Catherine Howard, e giocò un ruolo considerevole nelle macchinazioni dietro questi rapporti. Dopo la sua caduta venne imprigionato nella Torre di Londra con la conseguente perdita del Ducato, venne rilasciato con l'ascesa al trono di Maria I d'Inghilterra. Contribuì alla protezione del trono di Maria, preparando il terreno per la divisione tra la sua famiglia cattolica e la linea reale protestante, la quale sarà poi portata avanti da Elisabetta I d'Inghilterra.

## Biografia

### Giovinezza
Figlio di Thomas Howard, II duca di Norfolk, e di Elizabeth Tilney. Thomas Howard successe al suo giovane fratello Edward come Lord Grand'Ammiraglio. Fino al 1524 egli fu Conte del Surrey.

### Primo matrimonio
Norfolk si sposò la prima volta con Anna di York, figlia di Edoardo IV d'Inghilterra e di Elisabetta Woodville, il 4 febbraio 1494 al Palace of Placentia a Greenwich. La coppia ebbe due figli
Sempre da questo matrimonio, ci sono solo delle ipotesi riguardo a eventuali altri due figli, Henry Howard e William Howard.

### Secondo matrimonio
In seguito alla morte di Anna avvenuta nel 1511, egli sposò Elizabeth Stafford, figlia di Edward Stafford, III duca di Buckingham e Alianore Percy, l'8 gennaio 1512. I due ebbero tre figli.
Non fu un matrimonio felice quello con Elizabeth; infatti quando scoprì la relazione fra Howard e la sua amante Bess Holland, i due si separarono.

### Scalata al potere
Alla morte del padre, avvenuta nel 1524, egli ereditò il ducato di Norfolk e venne nominato Lord Gran Tesoriere e Conte Maresciallo, facendo di Howard uno dei principali nobili all'interno del regno. Si distinse per molti anni nelle battaglie e fu un abile soldato. 
La sua influenza aumentò considerevolmente dopo che sua nipote Anna Bolena divenne l'amante di Enrico VIII, intorno al 1527. Sebbene Howard fosse politicamente alleato con suo cognato nonché padre di Anna, Tommaso Bolena, durante il secondo decennio del XVI secolo, Norfolk reclamò pubblicamente per la mancanza di rispetto dimostratagli dalla nipote. Dopo le nozze segrete con il sovrano, Anna venne incoronata regina nel 1533 e Howard acquistò maggiore influenza sulla coppia reale, grazie al matrimonio fra la figlia di Howard, Mary e Henry FitzRoy, I duca di Richmond e Somerset, figlio naturale di Enrico VIII e, all'epoca, unico discendente maschio del re.
Le opinioni politiche e religiose della Regina Anna erano molto più radicali rispetto a quelle di Norfolk, e il loro rapporto si deteriorò durante il 1535 e il 1536 quando Enrico VIII si dimostrò infedele corteggiando la cugina di Anna, Mary Shelton. 
Dimostrando fedeltà al sovrano, Norfolk fu tra i pari che parteciparono al processo contro Anna il 14 maggio 1536, infliggendole la sentenza di morte per i crimini di stregoneria, adulterio e alto tradimento. Il giorno successivo il duca condannò a morte il fratello di Anna, Giorgio, incriminandolo per il presunto incesto con la propria sorella. 
Dopo la morte di Jane Seymour e il divorzio di Enrico VIII da Anna di Clèves, Howard sfruttò un'altra sua nipote, l'adolescente Catherine Howard, per rinforzare il suo potere a corte, favorendo la relazione fra la nipote Catherine e il re. Il susseguente matrimonio fra Enrico VIII e Catherine fu per Howard, un'opportunità per disfarsi a lungo del suo nemico Thomas Cromwell, che venne decapitato nel 1540. Il regno della nipote Catherine fu di breve durata, dal momento che Thomas Cranmer Arcivescovo di Canterbury scoprì che lei era già promessa prima delle nozze con Enrico VIII e aveva avuto diversi amanti in costanza di matrimonio con il sovrano. Catherine venne decapitata nel febbraio 1542, e altri Howard, come la matrigna di Norfolk, il fratello, due cognate e numerosi servi, furono imprigionati nella Torre e i loro beni confiscati.

### Reclusione e rilascio
L'esecuzione di sua nipote Catherine segnò la rovina per Howard, malgrado gli sforzi disperati di sanare la frattura. Nel dicembre 1546, Howard fu arrestato insieme con suo figlio Henry, accusato di tradimento. Il re Enrico VIII morì il giorno prima che l'esecuzione avesse luogo e la sentenza di Norfolk fu commutata in reclusione. Il figlio del Duca, Henry Howard fu meno fortunato, venendo giustiziato pochi giorni prima.
Howard rimase nella Torre durante il regno di Edoardo VI d'Inghilterra e perse il ducato, venendo rilasciato da Maria I nel 1553. Sotto il regno di Maria I, gli Howard, famiglia di tradizione cattolica furono restaurati nei loro privilegi e il ducato venne ristabilito. 

### Ultimi anni e morte
L'anziano Duca manifestò la sua gratitudine verso la sovrana, capeggiando le unità militari inviate per reprimere la ribellione di Thomas Wyatt che aveva protestato contro l'imminente matrimonio fra la regina e il principe spagnolo Filippo II e aveva pianificato di mettere la figlia di Anna Bolena, la futura Elisabetta I, sul trono al posto di Maria I. La principessa Elisabetta, in mancanza di prove dirette di una sua vicinanza ai ribelli, fu reclusa nella Torre, mentre la cugina diciassettenne, Lady Jane Grey, che il defunto Edoardo aveva nominato quale sua erede al trono, fu giustiziata assieme al marito Guilford Dudley.
Thomas Howard morì all'età di circa ottant'anni (un'età che a quell'epoca in pochissimi arrivavano a raggiungere) presso Kenninghall, nel Norfolk il 25 agosto 1554; in assenza di altri figli maschi dopo l'esecuzione del primogenito otto anni prima, fu suo nipote Thomas a succedere a lui.
La sua tomba, tuttora in perfette condizioni, si trova nella Chiesa di Framlingham, nel Suffolk.

## Discendenza
Lord Thomas Howard e la sua prima moglie Anna di York ebbero quattro figli:
- Thomas Howard (1496-1508);
- un bambino nato morto nel 1499;
- Altri due figli, sesso ignoto, morti infanti.

Dalle sue seconde nozze con Elizabeth Stafford nacquero:
- Lady Mary Howard (1513-1555), sposò Henry Fitzroy, figlio naturale di Enrico VIII, da lui riconosciuto;
- Henry Howard, conte di Surrey (1517-1547), che fu uno dei fondatori della poesia Rinascimentale;
- Thomas Howard (1520-1582).

## Ascendenza
|                                   |                   |                          | Genitori                             |  |  | Nonni |  |  | Bisnonni          |  |  | Trisnonni       |  |
|                                   |                   |                          |                                      |  |  |       |  |  | Sir Robert Howard |  |  | Sir John Howard |  |
|                                   |                   |                          |                                      |  |  |       |  |  | Sir Robert Howard |  |  | Sir John Howard |  |
|                                   |                   | Alice Tendring           |                                      |  |  |       |  |  | Sir Robert Howard |  |  |                 |  |
| John Howard, I duca di Norfolk    |                   |                          |                                      |  |  |       |  |  | Sir Robert Howard |  |  |                 |  |
|                                   |                   | Lady Margaret de Mowbray | Thomas de Mowbray, I duca di Norfolk |  |  |       |  |  |                   |  |  |                 |  |
|                                   |                   | Lady Margaret de Mowbray | Thomas de Mowbray, I duca di Norfolk |  |  |       |  |  |                   |  |  |                 |  |
|                                   |                   | Lady Margaret de Mowbray | Elizabeth FitzAlan                   |  |  |       |  |  |                   |  |  |                 |  |
| Thomas Howard, II duca di Norfolk |                   | Lady Margaret de Mowbray |                                      |  |  |       |  |  |                   |  |  |                 |  |
|                                   |                   | William de Moleyns       | William de Moleyns                   |  |  |       |  |  |                   |  |  |                 |  |
|                                   |                   | William de Moleyns       | William de Moleyns                   |  |  |       |  |  |                   |  |  |                 |  |
|                                   |                   | William de Moleyns       | Margery                              |  |  |       |  |  |                   |  |  |                 |  |
| Katherine de Moleyns              |                   | William de Moleyns       |                                      |  |  |       |  |  |                   |  |  |                 |  |
|                                   |                   | Anne Whalesborough       | Sir John Whalesborough               |  |  |       |  |  |                   |  |  |                 |  |
|                                   |                   | Anne Whalesborough       | Sir John Whalesborough               |  |  |       |  |  |                   |  |  |                 |  |
|                                   |                   | Anne Whalesborough       | Joan Raleigh                         |  |  |       |  |  |                   |  |  |                 |  |
| Thomas Howard                     |                   | Anne Whalesborough       |                                      |  |  |       |  |  |                   |  |  |                 |  |
|                                   | Sir Philip Tilney | Sir Frederick Tilney     |                                      |  |  |       |  |  |                   |  |  |                 |  |
|                                   | Sir Philip Tilney | Sir Frederick Tilney     |                                      |  |  |       |  |  |                   |  |  |                 |  |
|                                   | Sir Philip Tilney | Margaret Rochford        |                                      |  |  |       |  |  |                   |  |  |                 |  |
| Sir Frederick Tilney              | Sir Philip Tilney |                          |                                      |  |  |       |  |  |                   |  |  |                 |  |
|                                   |                   | Isabel Thorpe            | Sir Edmund Thorpe                    |  |  |       |  |  |                   |  |  |                 |  |
|                                   |                   | Isabel Thorpe            | Sir Edmund Thorpe                    |  |  |       |  |  |                   |  |  |                 |  |
|                                   |                   | Isabel Thorpe            | Joan Northwood                       |  |  |       |  |  |                   |  |  |                 |  |
| Elizabeth Tilney                  |                   | Isabel Thorpe            |                                      |  |  |       |  |  |                   |  |  |                 |  |
|                                   |                   | Sir Lawrence Cheney      | Sir William Cheney                   |  |  |       |  |  |                   |  |  |                 |  |
|                                   |                   | Sir Lawrence Cheney      | Sir William Cheney                   |  |  |       |  |  |                   |  |  |                 |  |
|                                   |                   | Sir Lawrence Cheney      | Catherine Pabenham                   |  |  |       |  |  |                   |  |  |                 |  |
| Elizabeth Cheney                  |                   | Sir Lawrence Cheney      |                                      |  |  |       |  |  |                   |  |  |                 |  |
|                                   |                   | Elizabeth Cockayne       | John Cockayne                        |  |  |       |  |  |                   |  |  |                 |  |
|                                   |                   | Elizabeth Cockayne       | John Cockayne                        |  |  |       |  |  |                   |  |  |                 |  |
|                                   |                   | Elizabeth Cockayne       | Ida de Grey                          |  |  |       |  |  |                   |  |  |                 |  |
|                                   |                   | Elizabeth Cockayne       |                                      |  |  |       |  |  |                   |  |  |                 |  |

## Filmografia
- Henry VIII  (1911)
- Anna Bolena (Anna Boleyn) (1920)
- Le sei mogli di Enrico VIII (The Private Life of Henry VIII) (1933)
- Il principe e il povero (The Prince and the Pauper) (1937)
- Un uomo per tutte le stagioni  (A Man for All Seasons) (1966)
- Anna dei mille giorni (Anne of the Thousand Days) (1969)
- Le sei mogli di Enrico VIII  (1970) Miniserie TV
- Tutte le donne del re (Henry VIII and His Six Wives) (1972)
- Il principe e il povero (Crossed Swords) (1977)
- Henry VIII (1979) Film TV
- Un uomo per tutte le stagioni (A Man for All Seasons) (1988) Film TV
- Il principe e il povero (The Prince and the Pauper) (1996) Film TV
- Henry VIII (2003) Miniserie TV
- The Other Boleyn Girl (2003) Film TV
- L'altra donna del re (The Other Boleyn Girl) (2008)